# Charles Benoist
Pour les articles homonymes, voir Charles Benoist (homme politique) et Benoist.
Charles Benoist, né le 31 janvier 1861 à Courseulles (Calvados) où il est mort le 11 août 1936, est un journaliste, homme politique royaliste et diplomate français.

## Biographie

### Jeunesse et études
Charles Benoist effectue ses études secondaires au lycée de Caen, de 1871 à 1879. Il n'obtient pas le baccalauréat.

### Parcours professionnel
Journaliste au Temps, Charles Benoist enseigne l'histoire constitutionnelle de l'Europe occidentale à l'École libre des sciences politiques à partir de 1895.

### Parcours politique
Député de la Seine (Fédération républicaine) de 1902 à 1919, il est l'incitateur, l'un des auteurs et le rapporteur d'un projet de Code du Travail (1905). Il est ensuite élu membre de l'Académie des sciences morales et politiques en 1908, qui lui décerne le prix de Joest. En février 1917, à la demande d'Aristide Briand, président du Conseil et ministre des Affaires étrangères, il fonda le Comité d'études chargé de participer à l'élaboration des buts de guerre de la France. À l'issue de la guerre, il est nommé ministre plénipotentiaire à La Haye. Relevé de ses fonctions en 1924 par le cartel des gauches, il évolue progressivement vers des positions hostiles à un régime qu'il juge par trop sectaire.
En mars 1928, Maurras salue le ralliement de Charles Benoist aux thèses royalistes de l'Action française au cours d'un grand banquet salle Bullier. Son ouvrage Les lois de la politique française publié chez Fayard en 1928, sera la Bible du « comte de Paris » ; le ralliement de Charles Benoist qui possédait la science et la connaissance pratique du régime témoigne de l’attirance des milieux juridiques pour les idées de Charles Maurras.

## Décorations
- Officier de la Légion d'honneur (8 septembre 1920)
  -  Chevalier de la Légion d'honneur (19 juillet 1893)

## Principales publications
- Sophismes politiques de ce temps : étude critique sur les formes, les principes et les procédés de gouvernement, 1893
- Essais historiques sur le XIVe siècle. La Politique du roi Charles V, la nation et la royauté, 1886
- Les Ouvrières de l'aiguille à Paris : notes pour l'étude de la question sociale, 1895
- La Crise de l'État moderne, 3 vol., 1896-1935
- L'Espagne, Cuba et les États-Unis, 1898
- Le Prince de Bismarck, psychologie de l'homme fort, 1900, prix Marcelin Guérin de l’Académie française en 1901
- L'Organisation de la démocratie, 1900
- La Réforme parlementaire, 1902
- L'Organisation du travail, 2 vol., 1905-1914 , prix de Joest 1908
- Le Machiavélisme, 3 vol., 1907-1936
- Pour la Réforme électorale, 1908
- L'Europe en feu, chroniques de la Grande guerre, 2 vol., 1915-1920
- Les Nouvelles frontières d'Allemagne et la nouvelle carte d'Europe, 1920
- La Question méditerranéenne, 1928
- Les Lois de la politique française, 1928
- Les Maladies de la démocratie : l'art de capier le suffrage et le pouvoir, 1929
- Cánovas del Castillo, 1930
- Souvenirs de Charles Benoist, membre de l'Institut, ancien député de Paris, ancien ministre de France à La Haye, 3 vol., 1932-1934
- La Monarchie française, 2 vol., 1935